# Roger Lacaze
Pour les articles homonymes, voir Lacaze.
Roger Lacaze est un footballeur français né le 20 avril 1926 à Bayonne dans les Pyrénées-Atlantiques et mort le 13 mai 1988 dans la même ville. Formé à l'Aviron bayonnais Football Club, il devient le premier joueur de du club à faire une carrière nationale. Lacaze se fait remarquer en 1943 lorsqu'il remporte le concours du jeune footballeur, une épreuve de technique individuelle à laquelle participaient les meilleurs espoirs du pays. À la suite de ce succès, il a été engagé en 1945 par le Lille OSC avant de rejoindre l'Amiens Athlétic Club.
À l'issue de sa carrière, Lacaze retourne au Pays basque, afin d'occuper le poste de conseiller technique départemental des Pyrénées-Atlantiques. Resté proche de l'Aviron bayonnais Football Club, il contribue à former de nombreux jeunes joueurs talentueux, dont Didier Deschamps, qui est devenu l'un des footballeurs français les plus célèbres. 

## Biographie
Formé à Bayonne, au club des Croisés de Saint-André, Lacaze remporte le concours du jeune footballeur en 1943 quatre ans après avoir débuté le football.
Lacaze rejoint ensuite le Lille OSC, nouveau club formé en 1944 par la fusion de l'Olympique Lillois et du S.C. Fives. En 1945, Lacaze signe un contrat professionnel avec ce club.
Malgré la forte concurrence dans l'effectif de Lille, qui comptait des joueurs talentueux tels que Jean Baratte, René Bihel, Jean Lechantre, Roger Vandooren et Bolek Tempowski, Lacaze a réussi à obtenir du temps de jeu. Il a contribué à la victoire du LOSC lors de son premier titre de champion de France en marquant deux buts en cinq matches de championnat. Cependant, après deux saisons à Lille, il a décidé de quitter le club pour rejoindre Le Havre, qui évoluait alors en deuxième division, où il a passé deux saisons.
En 1949, Lacaze a rejoint l'Amiens AC pour la saison suivante. Sous la direction de l'entraîneur Rémy Fourmond, le club picard avait de grandes ambitions après une saison décevante à la 14e place. Pour renforcer l'équipe, Amiens a réalisé plusieurs recrutements, dont celui de Lacaze en provenance du Havre. Il était accompagné de René Salembier, un solide défenseur. Eugène Proust, milieu de terrain, et Roger Deléglise, ailier expérimenté, ont également été recrutés. De plus, Charles Quaino, un jeune avant-centre, a fait ses débuts et allait devenir la révélation de la saison. Lacaze a été positionné comme ailier gauche dans cette nouvelle équipe et a immédiatement fait sa marque en marquant un but lors de son premier match de championnat contre Le Havre (victoire 1-0 grâce à un but de Quaino). 
Cependant, il est indisponible pendant près de trois mois, coïncidant avec une mauvaise série de résultats pour Amiens. Lacaze n'a fait son retour régulier dans l'équipe qu'au printemps 1950.
La saison suivante, sous la direction d'André Riou, Lacaze a continué à exceller en tant qu'ailier efficace. Il a disputé 27 matches et a marqué 7 buts, contribuant ainsi à la meilleure saison de l'Amiens A.C. dans l'après-guerre chez les professionnels. Le club a obtenu une honorable 7e place lors de la saison 1950-1951. Cependant, en raison de problèmes financiers persistants, l'Amiens A.C. a été contraint de transférer de nombreux joueurs, dont Lacaze.
Après son départ de l'Amiens A.C., Lacaze a brièvement joué pour Troyes avant de rejoindre Nancy, où il a mis fin à sa carrière professionnelle en 1952-1953.

## Palmarès

### En club
- Champion de France en 1946 avec le LOSC[7]
- Coupe de France en 1946 avec le LOSC

### Distinction individuelle
- Vainqueur du concours du jeune footballeur en 1943

## Statistiques
Le tableau ci-dessous résume les statistiques en match officiel de Roger Lacaze durant sa carrière de joueur professionnel.
| Saison    | Club      | Pays   | Championnat | Championnat | Championnat | Coupes nationales | Coupes nationales | Total  | Total |
| Saison    | Club      | Pays   | Division    | Matchs      | Buts        | Matchs            | Buts              | Matchs | Buts  |
| --------- | --------- | ------ | ----------- | ----------- | ----------- | ----------------- | ----------------- | ------ | ----- |
| 1952/1953 | FC Nancy  | France | Ligue 1     | 1           |             |                   |                   | 1      |       |
| 1951/1952 | AS Troyes | France | Ligue 2     | 26          | 7           | 7                 |                   | 26     | 7     |
| 1950/1951 | Amiens    | France | Ligue 2     | 26          | 6           | 6                 | 1                 | 27     | 6     |
| 1949/1950 | Amiens    | France | Ligue 2     | 17          |             |                   |                   | 17     |       |
| 1948/1949 | Le Havre  | France | Ligue 2     | 17          | 1           | 1                 | 2                 | 19     | 1     |
| 1947/1948 | Le Havre  | France | Ligue 2     | 2           |             |                   |                   | 2      |       |
| 1946/1947 | Lille     | France | Ligue 1     |             |             |                   |                   |        |       |
| 1945/1946 | Lille     | France | Ligue 1     |             |             |                   |                   |        |       |
| Total     | Total     | Total  | Total       | 89          | 14          | 3                 | 0                 | 92     | 14    |